# Непал праджа паришад

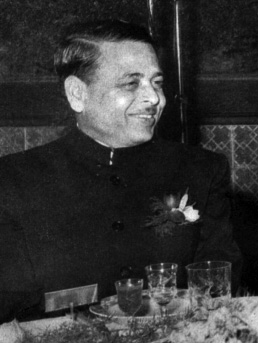
Т. П. Ачарья в 1956 году

Непал праджа паришад (непальск. नेपाल प्रजा परिषद: «Непальское народное собрание») — организация, образованная непальскими студентами в Варанаси в 1935 году с целью свержения династии Рана. Председателем организации был назначен Т. П. Ачарья. Идеалом политического устройства для студентов служил «демократический режим во главе с монархом».
Идейное влияние на НПП оказывал Индийский национальный конгресс. Финансирование «Непальского народного собрания» осуществляло бихарское отделение Социалистической партии Индии.
В 1937 году Т. П. Ачарья наравне с рядом представителей организации совершили поездку по Индии и Бирме с целью «изучения методов подпольной террористической деятельности». Убийство королевской семьи, с их точки зрения, позволило бы «изменить состав правительства и поднять народ на борьбу».
В НПП вступил и король Трибхуван из соперничавшей династии Шах, начавший оказывать «Непальскому народному собранию» материальную поддержку.
В июне 1938 года бихарский еженедельник «Джаната» (хинди जनता: «Народ») приступил к публикации статей членов организации, посвящённых критике династии Рана, представлявшей собой потомственных непальских премьер-министров.
В 1940 году НПП осуществляло распространение в Катманду листовок, в которых выражалось требование осуществить реформирование политического устройства государства. С целью реализации окончательной цели планировались применять методы индивидуального террора.

Непальская марка 1965 года с изображением четырёх казнённых заговорщиков

В 1940 году правительству удалось раскрыть план заговорщиков и ликвидировать «Непальское народное собрание». Аресту подверглись 500 человек. Казни удостоились четыре человека: Дхарма Бхакта, Дасаратх Чанд, Ганга Лал и Шукра Радж Шастри. 38 человек получили различные сроки заключения. Ряд заговорщиков бежал в Индию, однако британская колониальная администрация арестовала их и произвела насильственную репатриацию в Непал.
На протяжении семи лет после разгрома НПП в королевстве отсутствовали какие бы то ни было политические организации. Оставшиеся в жизни члены «Непальского народного собрания» перешли к мирной борьбе с режимом и стали ориентироваться на сотрудничество с королём и его окружением.
Политический потенциал сохранили представители непальской эмиграции в Индии, включавшей в себя политических беженцев, образованных личностей, имевших опыт публично направленной деятельности, и студенческую молодёжь. Впоследствии они сыграли роль в отстранении династии Рана от власти.